# Malattia di Schindler
La malattia di Schindler o morbo di Schindler o deficit di α-N-acetilgalattosaminidasi (α-NAGAL) è una rara malattia genetica di tipo autosomico recessivo facente parte dell'eterogeneo gruppo delle malattie da accumulo lisosomiale.
La forma giovanile è la vera malattia di Schindler, nella forma dell'adulto è conosciuta come malattia di Kanzaki. Secondo altre classificazioni si parla di malattia di Schindler di tipo I e di malattia di Schindler di tipo II rispettivamente. Inoltre esiste una forma intermedia della malattia che è chiamata malattia di Schindler di tipo III. Tutte queste fanno parte delle oligosaccaridosi.

## Storia
La carenza dell'enzima α-N-acetilgalattosaminidasi fu per la prima volta individuata e descritta nel 1988 da Detlev Schindler genetista di Würzburg.
Mentre nel 1989 la malattia omonima di Kanzaki fu descritta per la prima volta da T. Kanzaki in giappone in una donna anziana che presentava il deficit di α-N-acetilgalattosaminidasi.

## Epidemiologia
Questa malattia da carenza di α-N-acetilgalattosaminidasi è estremamente rara, non è ancora censita la prevalenza da Orphanet.

## Cause
La causa della malattia di Schindler è la ridotta attività dell'enzima α-N-acetilgalattosaminidasi, per una ridotta sintesi dovuta ad un deficit genetico del gene che lo codifica, situato sul cromosoma 22 nel locus Q11.
L'α-N-acetilgalattosaminidasi è un esoglicosidasi lisosomiale, che scinde i residui terminali di α-N-acetilgalattosammina dai glicopeptidi e glicolipidi prodotti dall'organismo; il suo deficit comporta l'accumulo patologico di glicoproteine, di glicosfingolipidi e proteoglicani legati tra loro con i gruppi terminali N o O. Gli accumuli sono causa del danno cellulare alla base della patologia.

## Clinica
La malattia nella forma giovanile, tipicamente, nel primo anno di vita determina una caratteristica ipotonia progressiva, con disturbi del movimento di tipo extrapiramidale, una rapida regressione psicomotoria con convulsioni e mioclonie, una paresi tetraplegica e cecità.
Nella forma adulta, invece, per la sintomatologia osservata, è simile alla malattia di Fabry.
Le persone affette hanno un angiocheratoma  e solo un modesto ritardo mentale.
La forma intermedia della malattia di Schindler (tipo III) si manifesta con problemi di comportamento, convulsioni e ritardo psicomotorio.

## Diagnosi
La carenza dell'enzima α-N-acetilgalattosaminidasi può essere individuata a fini diagnostici con un esame cromatografico degli oligosaccaridi presenti nelle urine. Utile anche la determinazione dell'attività della α-N-acetilgalattosaminidasi nei leucociti, nei fibroblasti e nel trofoblasto. Si può anche fare un'analisi del DNA, ma ciò di solito non è necessario.

## Terapia
La terapia attualmente non ha trattamenti specifici ma solo sintomatici.

## Prognosi
I soggetti che manifestano la malattia nel primo anno di vita hanno un exitus intorno al 4 anno di vita.